# Tonduff North
Tonduff North är en bergstopp i republiken Irland.   Den ligger i grevskapet Wicklow och provinsen Leinster, i den östra delen av landet, 19 km söder om huvudstaden Dublin. Toppen på Tonduff North är 622 meter över havet. Tonduff North ingår i Wicklowbergen.
Terrängen runt Tonduff North är huvudsakligen kuperad.Runt Tonduff North är det glesbefolkat, med 12 invånare per kvadratkilometer. Närmaste större samhälle är Dublin, 19,1 km norr om Tonduff North. I omgivningarna runt Tonduff North växer i huvudsak blandskog.